# Governo Draghi
Il governo Draghi è stato il sessantasettesimo esecutivo della Repubblica Italiana, il terzo e ultimo della XVIII legislatura.
È rimasto in carica dal 13 febbraio 2021 al 22 ottobre 2022, per un totale di 616 giorni, ovvero 1 anno, 8 mesi e 9 giorni.
Data la larga maggioranza che lo ha sostenuto, corrispondente alla quasi totalità dell'emiciclo parlamentare, e visto il particolare periodo storico in cui è nato, assume le caratteristiche di un governo di unità nazionale.
Dopo le dimissioni del governo Conte II, avvenute il 26 gennaio 2021, e al termine di un giro di consultazioni, il Presidente della Repubblica Sergio Mattarella ha conferito al Presidente della Camera dei Deputati Roberto Fico un mandato esplorativo per verificare l'esistenza di una solida maggioranza tra M5S, PD, LeU, IV e EU-MAIE-CD, che ha avuto esito negativo.
Il 3 febbraio il Presidente della Repubblica ha allora convocato al Quirinale Mario Draghi per conferirgli l'incarico di formare un nuovo governo.
Draghi ha accettato l'incarico con riserva, poi sciolta il 12 febbraio, dopo due giri di consultazioni con tutte le forze politiche e colloqui con le parti sociali. Il 13 febbraio 2021 l'esecutivo ha prestato giuramento, entrando ufficialmente in carica.
Il governo ha ottenuto la fiducia al Senato il 17 febbraio 2021 con 262 voti favorevoli, 40 contrari e 2 astenuti. Il giorno seguente ha ottenuto la fiducia anche alla Camera con 535 voti favorevoli, 56 contrari e 5 astenuti.
Nel luglio 2022 una crisi di governo, suscitata dall'astensione del Movimento 5 Stelle e dall'uscita dall'aula di Lega e Forza Italia durante un voto di fiducia, ha portato alle dimissioni dell'esecutivo, accolte dal Presidente della Repubblica il 21 luglio. A seguito delle dimissioni del governo, il Presidente della Repubblica ha disposto lo scioglimento anticipato delle Camere, e indetto le elezioni politiche del 25 settembre 2022.
Il governo è rimasto in carica per il solo disbrigo degli affari correnti fino al 22 ottobre, giorno in cui ha prestato giuramento il Governo Meloni, il primo della XIX legislatura.
È stato il governo retto da un indipendente più lungo nella storia repubblicana.

## Compagine di governo

### Appartenenza politica
L'appartenenza politica dei membri del governo, al momento del giuramento, era la seguente:
| Partito | Partito             | Presidente | Ministri | Viceministri | Sottosegretari | Totale |
| ------- | ------------------- | ---------- | -------- | ------------ | -------------- | ------ |
|         | Indipendenti        | 1          | 8        | -            | 2              | 11     |
|         | Movimento 5 Stelle  | -          | 4        | 2            | 9              | 15     |
|         | Lega                | -          | 3        | 1            | 8              | 12     |
|         | Partito Democratico | -          | 3        | 1            | 5              | 9      |
|         | Forza Italia        | -          | 3        | 1            | 5              | 9      |
|         | Italia Viva         | -          | 1        | 1            | 1              | 3      |
|         | Articolo Uno        | -          | 1        | -            | 1              | 2      |
|         | +Europa             | -          | -        | -            | 1              | 1      |
|         | Noi con l'Italia    | -          | -        | -            | 1              | 1      |
|         | Centro Democratico  | -          | -        | -            | 1              | 1      |
| Totale  | Totale              | 1          | 23       | 6            | 34             | 64     |

L'appartenenza politica dei membri del governo all'atto delle dimissioni definitive del presidente del Consiglio, il 21 luglio 2022, era la seguente:
| Partito | Partito               | Presidente | Ministri | Viceministri | Sottosegretari | Totale |
| ------- | --------------------- | ---------- | -------- | ------------ | -------------- | ------ |
|         | Indipendenti          | 1          | 8        | -            | 3              | 12     |
|         | Lega                  | -          | 3        | 1            | 8              | 12     |
|         | Movimento 5 Stelle    | -          | 3        | 1            | 5              | 9      |
|         | Partito Democratico   | -          | 3        | 1            | 5              | 9      |
|         | Forza Italia          | -          | 3        | 1            | 5              | 9      |
|         | Insieme per il futuro |            | 1        | 1            | 4              | 6      |
|         | Italia Viva           | -          | 1        | 1            | 1              | 3      |
|         | Articolo Uno          | -          | 1        | -            | 1              | 2      |
|         | +Europa               | -          | -        | -            | 1              | 1      |
|         | Noi con l'Italia      | -          | -        | -            | 1              | 1      |
|         | Centro Democratico    | -          | -        | -            | 1              | 1      |
| Totale  | Totale                | 1          | 23       | 6            | 35             | 65     |

### Provenienza geografica

Ripartizione dei membri del Consiglio dei Ministri per regione di nascita.

La provenienza geografica dei membri del governo si può così riassumere:
| Regione               | Presidente | Ministri | Viceministri | Sottosegretari | Totale |
| --------------------- | ---------- | -------- | ------------ | -------------- | ------ |
| Lazio                 | 1          | 1        | -            | 4              | 6      |
| Lombardia             | -          | 9        | 1            | 5              | 15     |
| Puglia                | -          | -        | 1            | 6              | 7      |
| Veneto                | -          | 4        | -            | -              | 4      |
| Campania              | -          | 2        | -            | 2              | 4      |
| Emilia-Romagna        | -          | 2        | -            | 2              | 4      |
| Sicilia               | -          | -        | -            | 4              | 4      |
| Basilicata            | -          | 2        | -            | 1              | 3      |
| Piemonte              | -          | 1        | 2            | -              | 3      |
| Liguria               | -          | 1        | -            | 2              | 3      |
| Umbria                | -          | -        | 1            | 2              | 3      |
| Toscana               | -          | -        | -            | 3              | 3      |
| Friuli-Venezia Giulia | -          | 1        | -            | 1              | 2      |
| Sardegna              | -          | -        | 1            | -              | 1      |
| Abruzzo               | -          | -        | -            | 1              | 1      |
| Calabria              | -          | -        | -            | 1              | 1      |
| Marche                | -          | -        | -            | 1              | 1      |

### Sostegno parlamentare
Sulla base delle dichiarazioni di voto espresse dai gruppi parlamentari in occasione del voto di fiducia del febbraio 2021, al momento della prima fiducia l'appoggio parlamentare al governo si poteva riassumere come segue:
| Camera                  | Collocazione | Gruppi Parlamentari                                                                                      | Seggi     |
| ----------------------- | ------------ | --- | --------- |
| Camera dei deputati     | Maggioranza  | M5S (164) - Lega (131) - FI (88) - PD (93) - IV (28) - Misto (47) - LeU (11)                             | 562 / 629 |
| Camera dei deputati     | Opposizione  | FdI (34) - M5S (20) - LeU (1) - Misto (8)                                                                | 67 / 629  |
| Senato della Repubblica | Maggioranza  | M5S (77) - Lega (63) - FI (52) - PD (35) - IV (18) - Per le Autonomie (8) - Eu-MAIE-CD (10) - Misto (18) | 281 / 321 |
| Senato della Repubblica | Opposizione  | FdI (19) - M5S (15) - Misto (6)                                                                          | 40 / 321  |

Prima dell'avvio dell'ultimo voto di fiducia del 7 luglio 2022 che avrebbe dato via alla crisi di governo, il sostegno parlamentare al governo si poteva riassumere come segue:
| Camera                  | Collocazione | Gruppi Parlamentari | Seggi     |
| ----------------------- | ------------ | --- | --------- |
| Camera dei deputati     | Maggioranza  | LSP (131) - M5S (105) - PD (97) - FIBP (83) - IPF (51) - IV (31) - LeU (9) - Misto (52)                                                 | 559 / 630 |
| Camera dei deputati     | Opposizione  | FdI (37) - LeU (1) - Misto (33) | 71 / 630  |
| Senato della Repubblica | Maggioranza  | M5S (62) - LSP-PSd'Az (61) - FIBP-UDC (51) - PD (39) - IV-PSI (15) - Ipf-CD (10) - AUT. (8) - Misto (26) - Non iscritti a un gruppo (2) | 274 / 321 |
| Senato della Repubblica | Opposizione  | FdI (21) - UpC-CAL-Alt-PC-AI-Pr.SMART-IdV (13) - Misto (13)                                                                             | 47 / 321  |

Il Governo ha goduto dell'appoggio parlamentare dei seguenti partiti o formazioni politiche presenti in Parlamento:
- Lega per Salvini Premier
- Movimento 5 Stelle
- Partito Democratico
- Forza Italia (presente in Consiglio dei Ministri fino al 26 luglio 2022)
- Insieme per il futuro (dalla sua formazione, il 21 giugno 2022)
- Italia Viva
- Articolo Uno
- Azione (appoggio esterno fino al 29 luglio 2022, poi presente in Consiglio dei Ministri)

Non rappresentati in Consiglio dei Ministri:
- Centro Democratico
- +Europa
- Noi con l'Italia
- Coraggio Italia[39] (appoggio esterno)
- Italia al Centro[40] (appoggio esterno)
- SVP, PATT e CpE[41] (appoggio esterno)
- MAIE[39] (appoggio esterno)
- USEI[42] (appoggio esterno)
- Unione di Centro[43] (appoggio esterno)
- Sicilia Futura[44] (appoggio esterno)
- Partito Socialista Italiano[45] (appoggio esterno)
- Nuovo PSI e Partito Pensionati[46] (appoggio esterno)
- Moderati[47] (appoggio esterno)
- Partito Sardo d'Azione[48] (appoggio esterno)
- noi Di Centro[49] (appoggio esterno)
- Facciamo Eco[50] (appoggio esterno)

## Composizione
| Presidenza del Consiglio dei ministri          | Presidenza del Consiglio dei ministri | Presidenza del Consiglio dei ministri | Presidenza del Consiglio dei ministri | Presidenza del Consiglio dei ministri | Presidenza del Consiglio dei ministri |
| Carica                                         | Titolare                              | Titolare                              | Titolare                              | Sottosegretari di Stato alla Presidenza del Consiglio | Sottosegretari di Stato alla Presidenza del Consiglio |
| ---------------------------------------------- | ------------------------------------- | ------------------------------------- | ------------------------------------- | --- | --- |
| Presidente del Consiglio dei ministri          |                                       |                                       | Mario Draghi (Indipendente)           | - Roberto Garofoli (Indipendente) Segretario del Consiglio dei ministri - Vincenzo Amendola (PD) Delega agli affari europei - Giuseppe Moles (FI) Delega all'informazione ed editoria - Bruno Tabacci (CD) Delega alla programmazione e coordinamento economico e Delega alle politiche spaziali e aerospaziali (dal 19 marzo al 5 agosto 2021) - Franco Gabrielli (Indipendente) Autorità delegata per la sicurezza della Repubblica, con delega alla cybersicurezza - Valentina Vezzali (Indipendente) (dal 16 marzo 2021) Delega allo sport | - Roberto Garofoli (Indipendente) Segretario del Consiglio dei ministri - Vincenzo Amendola (PD) Delega agli affari europei - Giuseppe Moles (FI) Delega all'informazione ed editoria - Bruno Tabacci (CD) Delega alla programmazione e coordinamento economico e Delega alle politiche spaziali e aerospaziali (dal 19 marzo al 5 agosto 2021) - Franco Gabrielli (Indipendente) Autorità delegata per la sicurezza della Repubblica, con delega alla cybersicurezza - Valentina Vezzali (Indipendente) (dal 16 marzo 2021) Delega allo sport |
| Ministri senza portafoglio                     | Ministri senza portafoglio            | Ministri senza portafoglio            | Ministri senza portafoglio            | Sottosegretari di Stato | Sottosegretari di Stato |
| Rapporti con il Parlamento                     |                                       |                                       | Federico D'Incà (M5S)                 | - Deborah Bergamini (FI) - Simona Malpezzi (PD) (fino al 25 marzo 2021) - Caterina Bini (PD) (dal 31 marzo 2021) | - Deborah Bergamini (FI) - Simona Malpezzi (PD) (fino al 25 marzo 2021) - Caterina Bini (PD) (dal 31 marzo 2021) |
| Innovazione tecnologica e transizione digitale |                                       |                                       | Vittorio Colao (Indipendente)         | - Assuntela Messina (PD) | - Assuntela Messina (PD) |
| Pubblica amministrazione                       |                                       |                                       | Renato Brunetta (FI)                  | Carica non assegnata | Carica non assegnata |
| Affari regionali e autonomie                   |                                       |                                       | Mariastella Gelmini (FI)              | Carica non assegnata | Carica non assegnata |
| Sud e coesione territoriale                    |                                       |                                       | Mara Carfagna (FI)                    | - Dalila Nesci (M5S/IPF) | - Dalila Nesci (M5S/IPF) |
| Politiche giovanili                            |                                       |                                       | Fabiana Dadone (M5S)                  | Carica non assegnata | Carica non assegnata |
| Pari opportunità e famiglia                    |                                       |                                       | Elena Bonetti (IV)                    | Carica non assegnata | Carica non assegnata |
| Disabilità                                     |                                       |                                       | Erika Stefani (LSP)                   | Carica non assegnata | Carica non assegnata |
| Ministeri                                      |                                       |                                       |                                       | | |
| Ministri                                       | Ministri                              | Ministri                              | Ministri                              | Viceministri | Sottosegretari di Stato |
| Affari esteri e cooperazione internazionale    |                                       |                                       | Luigi Di Maio (M5S/IpF)               | - Marina Sereni (PD) | - Manlio Di Stefano (M5S/IpF) - Benedetto Della Vedova (+Eu) |
| Interno                                        |                                       |                                       | Luciana Lamorgese (Indipendente)      | Carica non assegnata | - Nicola Molteni (LSP) - Ivan Scalfarotto (IV) - Carlo Sibilia (M5S) |
| Giustizia                                      |                                       |                                       | Marta Cartabia (Indipendente)         | Carica non assegnata | - Anna Macina (M5S/IpF) - Francesco Paolo Sisto (FI) |
| Difesa                                         |                                       |                                       | Lorenzo Guerini (PD)                  | Carica non assegnata | - Giorgio Mulé (FI) (fino al 19 ottobre 2022) - Stefania Pucciarelli (LSP) |
| Economia e finanze                             |                                       |                                       | Daniele Franco (Indipendente)         | - Laura Castelli (M5S/IpF) | - Claudio Durigon (LSP) (fino al 2 settembre 2021) - Maria Cecilia Guerra (Art.1) - Alessandra Sartore (PD) - Federico Freni (LSP) (dal 23 settembre 2021) |
| Sviluppo economico                             |                                       |                                       | Giancarlo Giorgetti (LSP)             | - Gilberto Pichetto Fratin (FI) - Alessandra Todde (M5S) | - Anna Ascani(PD) (fino al 19 ottobre 2022) |
| Politiche agricole alimentari e forestali      |                                       |                                       | Stefano Patuanelli (M5S)              | Carica non assegnata | - Francesco Battistoni (FI) - Gian Marco Centinaio (LSP) (fino al 19 ottobre 2022) |
| Transizione ecologica                          |                                       |                                       | Roberto Cingolani (Indipendente)      | Carica non assegnata | - Ilaria Fontana (M5S) - Vannia Gava (LSP) |
| Infrastrutture e mobilità sostenibili          |                                       |                                       | Enrico Giovannini (Indipendente)      | - Teresa Bellanova (IV) - Alessandro Morelli (LSP) | - Giancarlo Cancelleri (M5S) |
| Lavoro e politiche sociali                     |                                       |                                       | Andrea Orlando (PD)                   | Carica non assegnata | - Rossella Accoto (M5S) - Tiziana Nisini (LSP) |
| Istruzione                                     |                                       |                                       | Patrizio Bianchi (Indipendente)       | Carica non assegnata | - Barbara Floridia (M5S) - Rossano Sasso (LSP) |
| Università e ricerca                           |                                       |                                       | Maria Cristina Messa (Indipendente)   | Carica non assegnata | Carica non assegnata |
| Cultura                                        |                                       |                                       | Dario Franceschini (PD)               | Carica non assegnata | - Lucia Borgonzoni (LSP) |
| Salute                                         |                                       |                                       | Roberto Speranza (Art.1)              | Carica non assegnata | - Pierpaolo Sileri (M5S/IpF) - Andrea Costa (NcI) |
| Turismo                                        |                                       |                                       | Massimo Garavaglia (LSP)              | Carica non assegnata | Carica non assegnata |

## Cronologia

### 2021

#### Febbraio

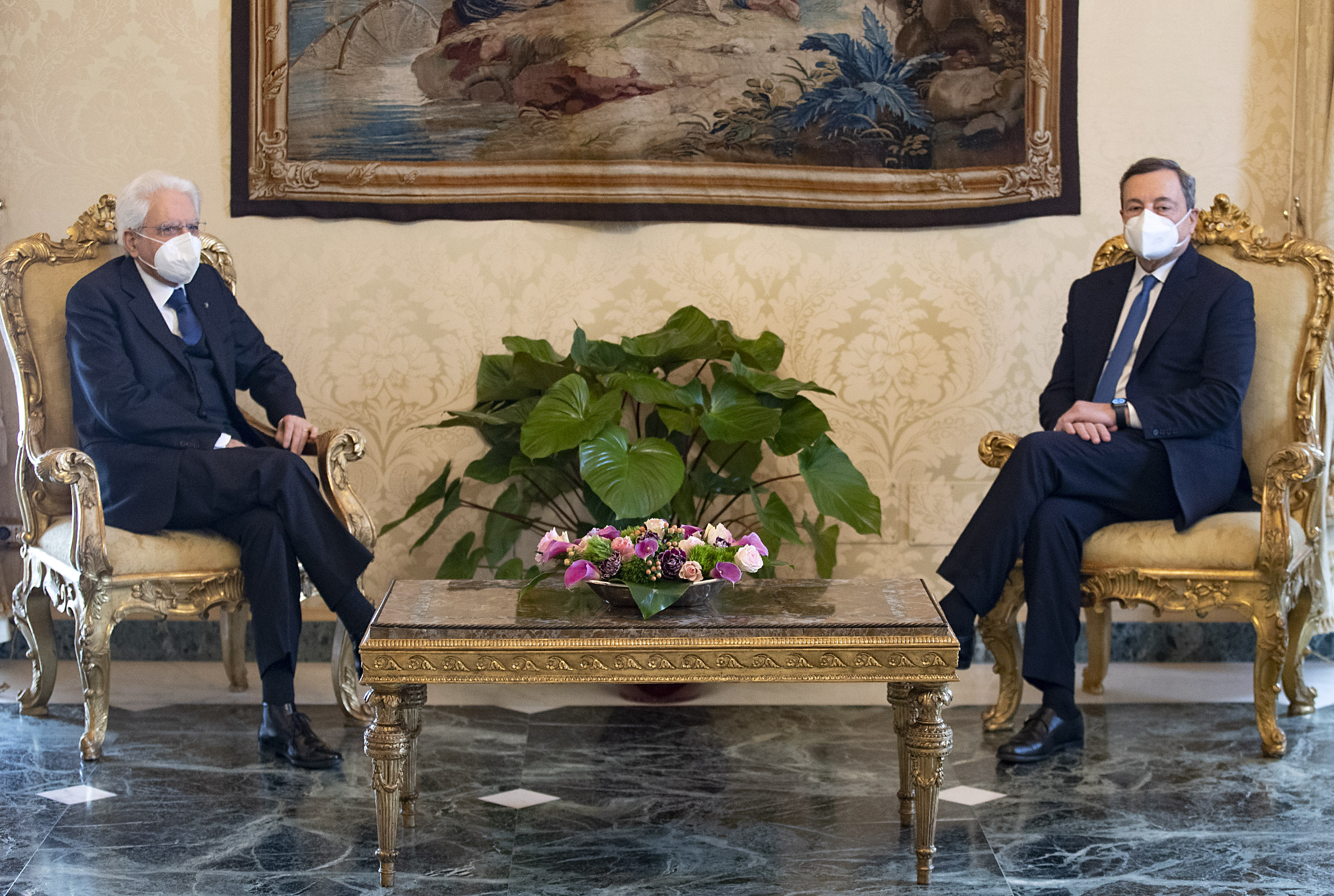
Mario Draghi a colloquio con Sergio Mattarella (3 febbraio)

- 2 febbraio - Dopo il fallimento del mandato esplorativo del Presidente della Camera Roberto Fico, il Presidente della Repubblica convoca Mario Draghi per il giorno seguente.[7]
- 3 febbraio - Sergio Mattarella conferisce a Draghi l’incarico di formare un nuovo governo. Egli accetta con riserva e annuncia un giro di consultazioni a Montecitorio, per verificare l’esistenza di una maggioranza, a partire dal giorno seguente.[78]
- 4 febbraio - Inizia il primo giro di consultazioni con le componenti del gruppo misto: Minoranze linguistiche (componente gruppo misto Camera), MAIE-PSI (componente gruppo misto Camera), Azione-+Europa-Radicali italiani di Camera e Senato, Noi con l’Italia-USEI-Cambiamo!-ADC (componente gruppo misto Camera), IDeA e Cambiamo! (componente gruppo misto Senato), Centro Democratico-Italiani in Europa (componente gruppo misto Camera), e con il gruppo Per le Autonomie del Senato. Tutti si dicono disponibili ad appoggiare il governo Draghi.[79]
- 5 febbraio - Le consultazioni continuano con Per le Autonomie, Liberi e Uguali, Italia Viva, Forza Italia, Fratelli d'Italia e Partito Democratico. FdI annuncia di andare all'opposizione, mentre gli altri si dicono disponibili ad entrare nel governo.[80]
- 6 febbraio - Con Lega e Movimento 5 Stelle, si chiude il primo giro di consultazioni; entrambi si dicono disponibili ad appoggiare il nuovo governo.[81] Nel pomeriggio viene annunciato che l'8 e il 9 febbraio ci sarà un secondo giro di consultazioni.[82]
- 8 febbraio - Inizia il secondo giro di consultazioni con i medesimi gruppi parlamentari sentiti il 4 febbraio, che confermano la disponibilità di appoggiare il governo.[83]
- 9 febbraio - Continua il secondo giro di consultazioni con il gruppo EU-MAIE-CD del Senato, quindi con LeU, IV, PSI, FdI, PD, FI, Lega e M5S; ancora una volta, tutti tranne FdI sono disponibili a formare un nuovo governo, anche se il M5S dichiara che avvierà una consultazione sulla piattaforma Rousseau per chiedere agli iscritti se sono favorevoli.[84]
- 10 febbraio - Draghi incontra a Montecitorio le parti sociali.[85]
- 11 febbraio - Gli iscritti al M5S votano sulla piattaforma Rousseau l’ingresso del Movimento nel governo Draghi. Il sì vince con il 59% delle preferenze.[86]
- 12 febbraio - Draghi scioglie la riserva e presenta la lista dei ministri.[8]
- 13 febbraio - Il governo Draghi giura alle ore 11:57 al Palazzo del Quirinale.[87] Alle 13:40 si riunisce il primo Consiglio dei ministri presieduto da Mario Draghi e viene nominato il segretario del Consiglio dei ministri Roberto Garofoli.[88]
- 14 febbraio - In serata il ministro della salute Roberto Speranza annuncia il rinvio dell'apertura degli impianti sciistici, prevista per il giorno seguente, che slitterà al 5 marzo a causa del peggioramento della condizione epidemiologica.[89]
- 15 febbraio - Il ministro dell'economia e delle finanze Daniele Franco partecipa al vertice europeo per i ministri dell'economia tenutosi via streaming.[90]
- 17 febbraio - Il governo ottiene la fiducia al Senato con 262 voti favorevoli, 40 contrari e 2 astenuti.[91][92]
- 18 febbraio - Il governo ottiene la fiducia alla Camera con 535 voti favorevoli, 56 contrari e 5 astenuti.[93]
- 19 febbraio - Il Presidente del Consiglio partecipa ad una riunione in videoconferenza dei capi di Stato e di Governo del G7 a presidenza britannica in cui si discute delle misure per contrastare la pandemia e rilanciare la crescita economica.[94]
- 22 febbraio - Si tiene una riunione straordinaria tra il ministro degli affari esteri Luigi Di Maio e il Presidente del Consiglio Mario Draghi in seguito all'attentato di Goma in Congo, nel quale hanno perso la vita l’ambasciatore italiano Luca Attanasio, il carabiniere della scorta Vittorio Iacovacci e l'autista del convoglio Mustapha Milambo.[95]
- 24 febbraio - Il Presidente del Consiglio, il ministro degli affari esteri e il ministro della difesa accolgono all'aeroporto militare di Ciampino le salme di Attanasio e Iacovacci.[96] Il ministro della salute presenta a Camera e Senato il nuovo DPCM contro il Covid, in vigore dal 6 marzo al 6 aprile. Il CdM delibera le esequie di Stato per le vittime dell'attentato di Goma e la nomina di 39 sottosegretari (6 dei quali con titolo di viceministro) per ultimare la composizione dell'esecutivo, il quale giunge così a 64 componenti.[97]
- 25 febbraio - Il Presidente del Consiglio partecipa al suo primo Consiglio europeo da remoto.[98]
- 26 febbraio - Il CdM dà il via libera a una riforma dello sport,[99] quindi provvede a una riorganizzazione di vari dicasteri: viene istituito il Ministero della transizione ecologica, con funzioni analoghe al precedente Ministero dell'ambiente e della tutela del territorio e del mare, cui vengono aggiunte le competenze in materia energetica dal Ministero dello sviluppo economico;[100] avviene la ridenominazione del Ministero delle infrastrutture e dei trasporti in Ministero delle infrastrutture e della mobilità sostenibili e del Ministero per i beni e le attività culturali e per il turismo in Ministero della cultura;[100] a decorrere dal 31 marzo, le competenze in materia di turismo vengono scorporate dal suddetto dicastero ed assegnate all'istituendo Ministero del turismo.[100] Il Presidente del Consiglio nomina Fabrizio Curcio Capo del Dipartimento della Protezione Civile, avvicendando Angelo Borrelli, il cui mandato è in scadenza a marzo.[101]

#### Marzo
- 1º marzo - A Palazzo Chigi si svolge la cerimonia di giuramento dei sottosegretari e dei viceministri.[102]
  - Il Presidente del Consiglio nomina il generale Francesco Paolo Figliuolo Commissario straordinario per l'attuazione e il coordinamento delle misure sanitarie di contenimento e contrasto dell'emergenza epidemiologica COVID-19, sostituendo Domenico Arcuri.[103]
- 5 marzo - Dopo l’annuncio di alcune aziende farmaceutiche sui ritardi nella fornitura delle dosi, con una nota della Farnesina il governo informa di aver bloccato l’esportazione di 250.000 dosi di vaccino AstraZeneca anti COVID-19 prodotte in Italia e dirette all’Australia, in ottemperanza al regolamento UE del 30 gennaio 2021.[104]
- 9 marzo - Il ministro dello sviluppo economico Giancarlo Giorgetti firma un decreto ministeriale per liberare immediatamente 200 milioni di euro per interventi di ricerca e riconversione industriale per la produzione di vaccino anti COVID-19.[105]
- 11 marzo - Su proposta del Presidente del Consiglio, il CdM nomina Luigi Federico Signorini Direttore generale della Banca d'Italia.[106] L'AIFA blocca un lotto di vaccino AstraZeneca anti COVID-19, a causa di possibili effetti collaterali dopo la somministrazione.[107]
- 12 marzo - Il CdM approva un d.l. ove si irrigidiscono le misure di contenimento contro il COVID, in vigore dal 15 marzo al 6 aprile: secondo il decreto, in tale lasso di tempo tutte le regioni in zona gialla passano automaticamente alla zona arancione; per passare alla zona rossa, è sufficiente che una regione abbia 250 casi COVID settimanali ogni 100,000 abitanti; il 3, 4 e 5 aprile (Sabato santo, Pasqua e Pasquetta) le misure della zona rossa sono estese all'intero territorio nazionale, eccettuate eventuali zone bianche.[108] Il CdM inoltre assegna al ministro per i rapporti con il Parlamento Federico D'Incà la delega alle riforme istituzionali e nomina sottosegretario di Stato alla Presidenza del Consiglio dei ministri con delega allo sport Valentina Vezzali (Ind.),[108] che presta giuramento il 16 marzo.[109][110]
  - Il Presidente del Consiglio visita l'hub vaccinale anti-Covid dell’Aeroporto internazionale di Roma-Fiumicino. Al termine, tiene una conferenza stampa nella quale illustra le misure contenute nel succitato d.l.[111]
- 13 marzo - Il governo pubblica il nuovo piano vaccinale anti-Covid redatto dal Commissario straordinario per l’emergenza COVID-19, Francesco Paolo Figliuolo.[112]
- 15 marzo - L'AIFA sospende in via precauzionale in tutta Italia l'uso del vaccino AstraZeneca anti COVID-19,[113] come altri Paesi sia UE sia extra-UE.[114]
- 17 marzo - Con ordinanza del Capo del dipartimento della protezione civile viene riformata la composizione del Comitato Tecnico-Scientifico contro il COVID (da lui presieduto),[115] che passa così da 26 a 12 componenti (escluso il presidente), dei quali 5 confermati dal precedente CTS e 7 nuovi membri.[116]
- 18 marzo - Il Presidente del Consiglio partecipa a Bergamo alla 1ª Giornata nazionale in memoria delle vittime dell’epidemia da Coronavirus, intervenendo all'inaugurazione del “Bosco della Memoria”.[117][118] Si tiene un vertice di maggioranza tra i capigruppo e il ministro dell'economia e delle finanze Daniele Franco riguardo alle misure contenute nel decreto Sostegni.[119]
- 19 marzo - A seguito del pronunciamento dell'EMA del 18 marzo in cui si dichiara «sicuro ed efficace» il vaccino AstraZeneca anti COVID-19, la somministrazione riprende in vari Paesi UE tra cui Italia, Francia e Germania.[120][121]
  - Il Presidente del Consiglio Mario Draghi e i ministri Daniele Franco e Andrea Orlando presentano in conferenza stampa il decreto Sostegni, approvato in serata dal CdM.[122][123]
- 23 marzo - Al sottosegretario per la programmazione economica Bruno Tabacci viene affidata la delega alle politiche spaziali e aerospaziali.[124]
- 25 marzo - A seguito della nomina a capogruppo del PD al Senato, Simona Malpezzi si dimette dalla carica di sottosegretario ai rapporti con il Parlamento.[125]
- 25-26 marzo - Il Presidente del Consiglio partecipa al Consiglio europeo e all’Eurosummit.[126]
- 30 marzo - Il ministro della salute firma un'ordinanza, in vigore dal 31 marzo al 6 aprile, al fine di regolamentare le modalità di partenza e rientro per i cittadini italiani che in tale lasso di tempo intendano recarsi in soggiorno turistico all'estero.[127]
- 31 marzo - Il CdM approva un d.l. in cui vengono adottate, per il periodo dal 7 al 30 aprile, le medesime misure contro il COVID contenute nel precedente d.l. del 12 marzo e in vigore dal 15 marzo al 6 aprile. Il decreto, inoltre, introduce disposizioni volte ad assicurare l'obbligo vaccinale di operatori sanitari e farmacisti, ed esclude la responsabilità penale del personale medico e sanitario incaricato della somministrazione del vaccino anti COVID-19.[128]

#### Aprile
- 2 aprile - Con un'ordinanza il ministro Roberto Speranza proroga fino al 30 aprile le medesime modalità di partenza e rientro per i viaggi all'estero, già contenute nell'ordinanza in vigore dal 31 marzo al 6 aprile.[129]
- 6 aprile - Il Presidente del Consiglio Mario Draghi incontra a Tripoli il Primo ministro libico Abdelhamid Dabaiba.[130]
  - Esponenti delle categorie professionali maggiormente colpite dalle restrizioni anti-COVID protestano in piazza di Monte Citorio a Roma, oltre che a Torino, Milano, Bari e sulla A1 tra Napoli e Caserta.[131]
- 15 aprile - Il CdM approva il Documento di economia e finanza (DEF) e un nuovo scostamento di bilancio da 40 miliardi di euro.[132]
- 15-16-19-20 aprile - Il Presidente del Consiglio incontra le delegazioni dei partiti e le parti sociali in merito al PNRR.[133]
- 21 aprile - Il CdM vara il decreto Riaperture, un d.l. contenente misure per la graduale ripresa delle attività, in vigore dal 26 aprile al 31 luglio e che proroga a tale data la scadenza dello stato di emergenza. Viene re-istituita la «zona gialla»; lo spostamento dalle regioni "gialle" e "bianche" è sempre consentito, mentre dalle regioni "arancioni" o "rosse" può avvenire solo per comprovati motivi oppure esibendo la "certificazione verde COVID", un documento in formato digitale o cartaceo ove si attesta di aver completato la vaccinazione anti-COVID (nei 9 mesi precedenti), essere guariti dal virus (nei 6 mesi precedenti) oppure essersi sottoposti a un test diagnostico risultato negativo (nelle 48 ore precedenti). Il decreto viene approvato nonostante l'astensione dei tre ministri della Lega, contrari al mantenimento del coprifuoco alle 22.[134]
  - Il CdM nomina su proposta del Presidente del consiglio Franco Frattini Presidente aggiunto del Consiglio di Stato, e su proposta del ministro delle finanze i direttori delle tre agenzie fiscali (delle entrate, delle dogane e dei monopoli, del demanio).
- 22 aprile - Il Parlamento dà il via libera allo scostamento di bilancio e al DEF.[135]
- 24 aprile - In seguito all’informativa del ministro dell'economia e delle finanze Daniele Franco, il CdM approva il PNRR,[136] riscrivendo parzialmente quello già approvato dal precedente governo Conte II.[137]
- 28 aprile - Il Senato respinge tre mozioni di sfiducia contro il ministro della salute Roberto Speranza: quella di Luca Ciriani (FdI) con 221 contrari, 29 favorevoli e 3 astenuti, quella di Gianluigi Paragone (Misto-Non iscritti) con 206 voti contrari, 29 favorevoli e 2 astenuti, e quella di Mattia Crucioli (Misto-Non iscritti) con 204 voti contrari, 28 favorevoli e 2 astenuti.[138]
- 29 aprile - Il CdM dà il via libera definitivo al PNRR e approva il d.l. Fondo complementare, che istituisce un fondo aggiuntivo da 30 miliardi per il finanziamento di progetti rimasti esclusi dal PNRR.[139]
- 30 aprile - Il governo trasmette il PNRR alla Commissione europea,[140] contemporaneamente ad Austria, Belgio e Slovenia.[141]

#### Maggio
- 7-8 maggio - Il Presidente del Consiglio partecipa al vertice sociale di Porto organizzato dal Portogallo in occasione del proprio semestre di Presidenza del Consiglio dell'Unione europea, quindi ad una riunione informale dei Capi di Stato o di Governo e al vertice UE-India (in videoconferenza).[142]
  - Con nuove ordinanze del ministro della salute, in vigore dal 10 maggio, vengono aggiornati gli scenari di rischio epidemiologico distinti per regione.[143] Un'ulteriore ordinanza, inoltre, autorizza le visite nelle RSA per chi è in possesso della certificazione verde.[144]
- 12 maggio - Il Presidente del Consiglio prende parte a un question time alla Camera dei deputati,[145] e comunica al COPASIR la nomina dell'ambasciatrice Elisabetta Belloni come Direttrice generale del DIS in sostituzione del prefetto Gennaro Vecchione, il cui mandato era in scadenza ad agosto 2022.[146]
- 17 maggio - Il CdM approva un d.l. recante nuove misure relative all’emergenza epidemiologica da COVID-19, tra cui lo spostamento del coprifuoco dalle 22 alle 23, che sarà poi posticipato alle 24 a partire dal 7 giugno e infine abolito a partire dal 21 giugno, e la riapertura di nuove attività lavorative, ricreative e commerciali; vengono inoltre rivisti i parametri in base ai quali le regioni vengono collocate nei quattro scenari di rischio, in base all'incidenza settimanale dei contagi e al numero di ricoveri in ospedale.[147]
- 20 maggio - Il Presidente del Consiglio Mario Draghi, il ministro del lavoro Andrea Orlando e il ministro dell’economia e delle finanze Daniele Franco tengono una conferenza stampa a Palazzo Chigi per illustrare il “Decreto Imprese, Lavoro, Professioni”, approvato dal CdM.[148]
- 21 maggio - Nell'ambito della Presidenza italiana del G20, si tiene a villa Pamphili a Roma il Global Health Summit.[149]
- 23 maggio - A seguito dell'incidente della funivia Stresa-Alpino-Mottarone il ministro delle infrastrutture e della mobilità sostenibili Enrico Giovannini e il Capo del Dipartimento della protezione civile Fabrizio Curcio si recano sul luogo dell’incidente per accertare i primi rilievi.[150] Presso il Ministero è successivamente istituita una Commissione d’inchiesta per affiancare il lavoro della magistratura.[151]
- 24-25 maggio - Il Presidente del Consiglio partecipa al Consiglio europeo straordinario.[152]
- 27 maggio - Il governo nomina i nuovi vertici della Cassa depositi e prestiti e delle Ferrovie dello Stato Italiane.[153]
- 28 maggio - Il CdM dà il via libera al Decreto Semplificazioni, contenente anche le norme sulla governance del PNRR.[154]

#### Giugno
- 3 giugno - Come in precedenza annunciato dal Commissario all'emergenza COVID-19 Figliuolo, le Regioni ricevono l'autorizzazione ad aprire la campagna vaccinale a chiunque effettui l'apposita prenotazione, abbandonando il precedente sistema vincolato alle fasce d'età.[155]
- 4 giugno - Il CdM dà il via libera all’assegno unico per i minori. Il ministro per la pubblica amministrazione Renato Brunetta illustra in conferenza stampa il d.l. relativo al rafforzamento della capacità amministrativa delle pubbliche amministrazioni funzionale all’attuazione del PNRR e per l’efficienza della giustizia.[156][157]
- 9 giugno - La Camera approva con 384 voti a favore, 39 contrari e 5 astenuti la conversione in legge del d.l. Riaperture.[158]
- 10 giugno - Il CdM vara un d.l. in materia di cybersicurezza e una riforma del codice dello spettacolo.[159]

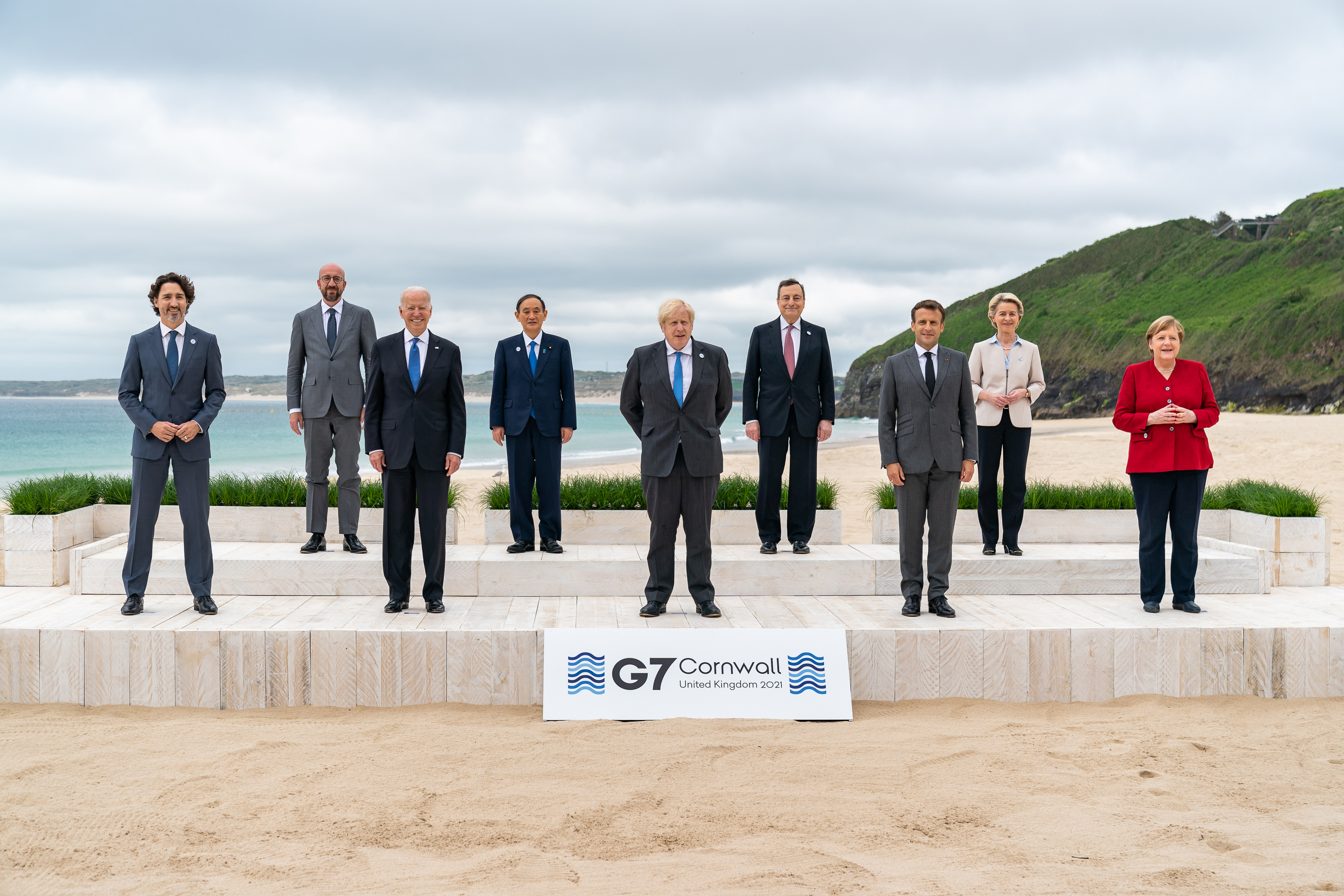
Foto di gruppo del 47º G7

- 11-12-13 giugno - Il Presidente del Consiglio Mario Draghi partecipa al 47º vertice del G7 in Cornovaglia.[160]

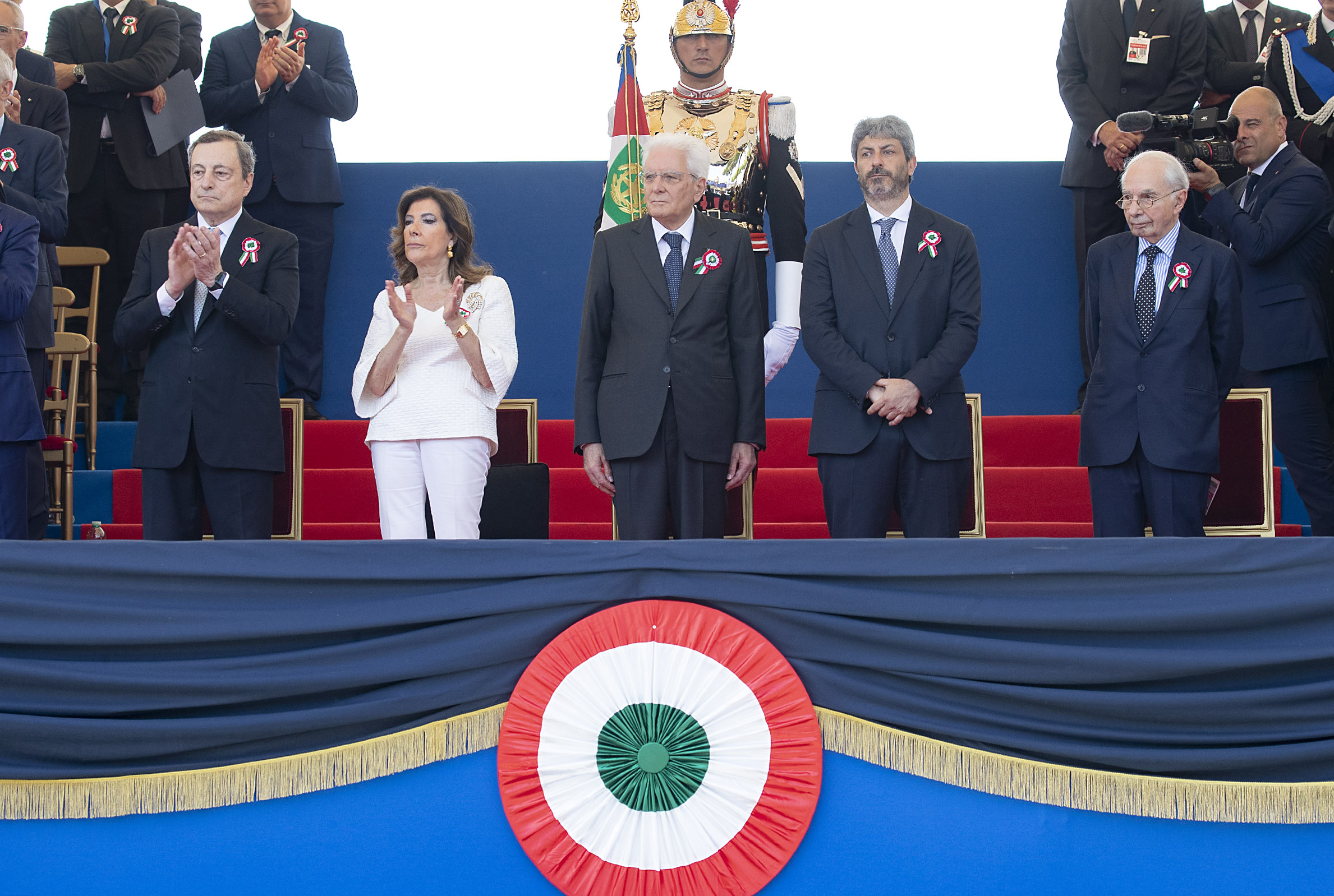
Draghi, Alberti Casellati, Mattarella, Fico e Amato alla parata del 2 giugno

- 14 giugno - Il Presidente del Consiglio Mario Draghi partecipa al vertice NATO di Bruxelles.[161]
- 16 giugno - Il Presidente del Consiglio Mario Draghi incontra a Palazzo Chigi il Presidente tunisino Kaïs Saïed.[162]
- 17 giugno - Il Presidente del Consiglio firma un DPCM in cui vengono definite le modalità di rilascio della certificazione verde.[163]
- 21 giugno - Il Presidente del Consiglio Mario Draghi incontra a Berlino la Cancelliera tedesca Angela Merkel.[164]
- 22 giugno - Il Presidente del Consiglio Mario Draghi incontra a Roma in mattinata il Presidente del Consiglio Presidenziale libico Mohamed al-Menfi e nel pomeriggio la Presidente della Commissione europea Ursula von der Leyen.[165][166] La visita della Presidente Von der Leyen rappresenta l’approvazione del PNRR da parte della Commissione europea.[167]
- 24-25 giugno - Il Presidente del Consiglio partecipa al Consiglio europeo di Bruxelles.[168]
- 25 giugno - Con nuove ordinanze del ministro della salute, in vigore dal 28 giugno, vengono aggiornati gli scenari di rischio epidemiologico distinti per regione: l'Italia intera è in «zona bianca». Una ulteriore ordinanza, inoltre, sempre a partire dal 28 giugno abolisce l'obbligo di indossare la mascherina anche all'aperto, che era stato introdotto dal d.l. 7 ottobre 2020, n. 125.[169]
- 28-29-30 giugno - A Matera, Bari e Brindisi si tengono gli incontri del G20 Esteri, con presidenza di turno italiana.[170][171]
- 30 giugno - Il CdM dà il via libera al Decreto Lavoro e Imprese.[172][173]

#### Luglio
- 1º luglio - Entra in vigore il certificato COVID digitale dell'UE (giornalisticamente definito green pass). In tal modo ogni certificazione verde rilasciata da uno degli Stati membri dell'Unione europea è valida in tutta l'Unione.[174]
- 7-11 luglio - All'Arsenale di Venezia si tengono gli incontri del G20 Economia, con presidenza di turno italiana.[175]
- 8 luglio - Il CdM dà il via libera a una riforma della giustizia penale.[176]
- 15 luglio - Il CdM approva le misure urgenti a tutela dei lavoratori delle aziende in crisi. Inoltre, su proposta del Ministro dell’economia e delle finanze, designa Carlo Fuortes e Marinella Soldi come componenti del CdA della Rai.[177]
- 22 luglio - Il CdM vara un nuovo d.l., in vigore dal 6 agosto: a partire da tale data, tutti gli over-12 dovranno mostrare la certificazione verde per accedere a ristoranti al chiuso, cinema, teatri, musei, piscine, palestre, eventi sportivi, concerti e concorsi (in maniera simile a quanto deliberato in altri Paesi, come ad esempio la Francia);[178] vengono modificati i parametri in base ai quali le regioni vengono collocate negli scenari di rischio; lo stato di emergenza, in scadenza al 31 luglio, è prorogato fino al 31 dicembre.[179][180]
  - A Torino si verifica una protesta contro le misure adottate dal governo.[181]
- 24 luglio - In svariate città d'Italia si verificano proteste contro l'obbligo di certificazione verde, similmente a quanto accaduto in altri Paesi.[182]
- 29 luglio - Il CdM delibera una nuova versione della riforma della giustizia, da sottoporre al voto delle Camere nei giorni seguenti.[183]
  - Il Presidente del Consiglio Mario Draghi e il ministro della cultura Dario Franceschini inaugurano a Roma la ministeriale del G20 Cultura, che si svolge al Colosseo, a Palazzo Barberini e alla Galleria Borghese tra il 29 e il 30 luglio.[184]

#### Agosto
- 2 agosto - La Camera inizia l'esame della riforma della giustizia penale, sulla quale il governo ha posto la questione di fiducia. L'articolo 1 viene approvato con 462 voti a favore, 55 contrari e 1 astenuto. L’articolo 2 viene approvato con 458 voti favorevoli, 46 contrari e 1 astenuto.[185]
- 3 agosto - La Camera approva la riforma della giustizia penale con 396 voti favorevoli, 57 contrari e 3 astenuti.[186]
- 4 agosto - Il Senato approva con 204 voti favorevoli, 3 contrari e 23 astenuti il decreto sulla creazione dell'Agenzia per la cybersicurezza nazionale.[187]
- 5 agosto - Il CdM vara un nuovo d.l. in cui, a partire dal 1º settembre, si dispone l'obbligo di certificazione verde per docenti, studenti universitari e per i trasporti su lunga percorrenza.[188][189]
  - Il sottosegretario Bruno Tabacci (CD) rimette la delega alle politiche spaziali e aerospaziali,[190] che verrà affidata con DPCM del successivo 26 agosto al ministro per la transizione digitale.[191]
- 24 agosto - Si tiene in videoconferenza un vertice straordinario del G7 per discutere le conseguenze del ritiro alleato dall'Afghanistan, con l'offensiva talebana che ha portato alla caduta di Kabul e alla conclusione della ventennale guerra in Afghanistan.[192]
- 26 agosto - Un DPCM assegna la delega alle politiche spaziali e aerospaziali al ministro Vittorio Colao.[193]
- 27 agosto - Il Comitato Tecnico-Scientifico dà parere positivo sull'estensione della durata della certificazione vaccinale anti-COVID da 9 a 12 mesi.[194]

#### Settembre
- 20 settembre - Inizia la somministrazione delle terze dosi di vaccino anti-COVID (da attuarsi a 6 mesi dal completamento del ciclo primario) agli immunodepressi, cui è previsto seguano ultraottantenni, residenti e lavoratori nelle RSA, operatori sanitari.[195]
- 23 settembre - Il Senato approva la conversione in legge del d.l. 6 agosto 2021 n. 111 ("Green Pass 2"), su cui il governo aveva posto la questione di fiducia, con 189 voti favorevoli e 31 contrari.[196] Il Senato approva in via definitiva anche il disegno di legge sulla riforma della giustizia penale.[197]
  - Il CdM dà il via libera al Decreto Energia e nomina nuovo sottosegretario per l'economia e le finanze Federico Freni (LSP),[64] che presta giuramento il 28 settembre.[198]
- 24 settembre - Il Presidente del Consiglio firma un DPCM che stabilisce il ritorno al lavoro in presenza per i dipendenti della P.A. a partire dal 15 ottobre. Lo stesso giorno interviene da remoto alla 76esima Assemblea generale delle Nazioni Unite.[199][200]
- 29 settembre - Il CdM, su proposta del Presidente del Consiglio e del Ministro dell'economia e delle finanze, approva la NADEF.[201]

#### Ottobre
- 5 ottobre - Il CdM approva il disegno di legge delega sulla riforma fiscale; sono assenti i tre ministri della Lega.[202]
- 7 ottobre - Il CdM dà il via libera al Decreto Capienze, in vigore dall'11 ottobre, che introduce nuove disposizioni per l’accesso ad attività culturali, sportive e ricreative (per la «zona bianca» e sempre previe mascherina e certificazione verde, cinema, teatri e luoghi di cultura al 100% di capienza, stadi al 60% al chiuso e al 75% all'aperto, discoteche al 50% al chiuso e 75% all'aperto).[203]
- 8 ottobre - Una circolare del ministro della salute autorizza la somministrazione della terza dose di vaccino anti-COVID sia per gli ultrasessantenni sia per i fragili al di sotto dei 60 anni.[204]
- 9 ottobre - Avviene l'assalto alla sede della CGIL: in occasione di una manifestazione in Piazza del Popolo a Roma contro l'obbligo di certificazione verde,[205] alcuni manifestanti uniti ad alcuni esponenti di Forza Nuova prendono d'assalto la sede nazionale della CGIL in corso d'Italia.[206] Nella notte vengono fermate dodici persone ritenute responsabili degli scontri.[207]
- 14 ottobre - I lavoratori del porto di Trieste annunciano lo sciopero a oltranza finché non verrà revocato l'obbligo di certificazione verde sul posto di lavoro.[208]
- 15 ottobre - Il CdM dà il via libera al Decreto fiscale, concernente misure economiche e di sicurezza sul lavoro.[209]
  - Inizia le sue attività ITA Airways, nuova compagnia aerea di bandiera che ha sostituito Alitalia.[210]
- 19 ottobre - Il ministro dell'interno Luciana Lamorgese riferisce in Parlamento riguardo a quanto accaduto a Roma il 9 ottobre e a Trieste il 18 ottobre.[211]
  - Il CdM approva all'unanimità il documento programmatico di bilancio (DPB).[212][213]
- 21-22 ottobre - Il Presidente del Consiglio partecipa al Consiglio europeo.[214]
- 28 ottobre - Il CdM dà il via libera alla manovra.[215]

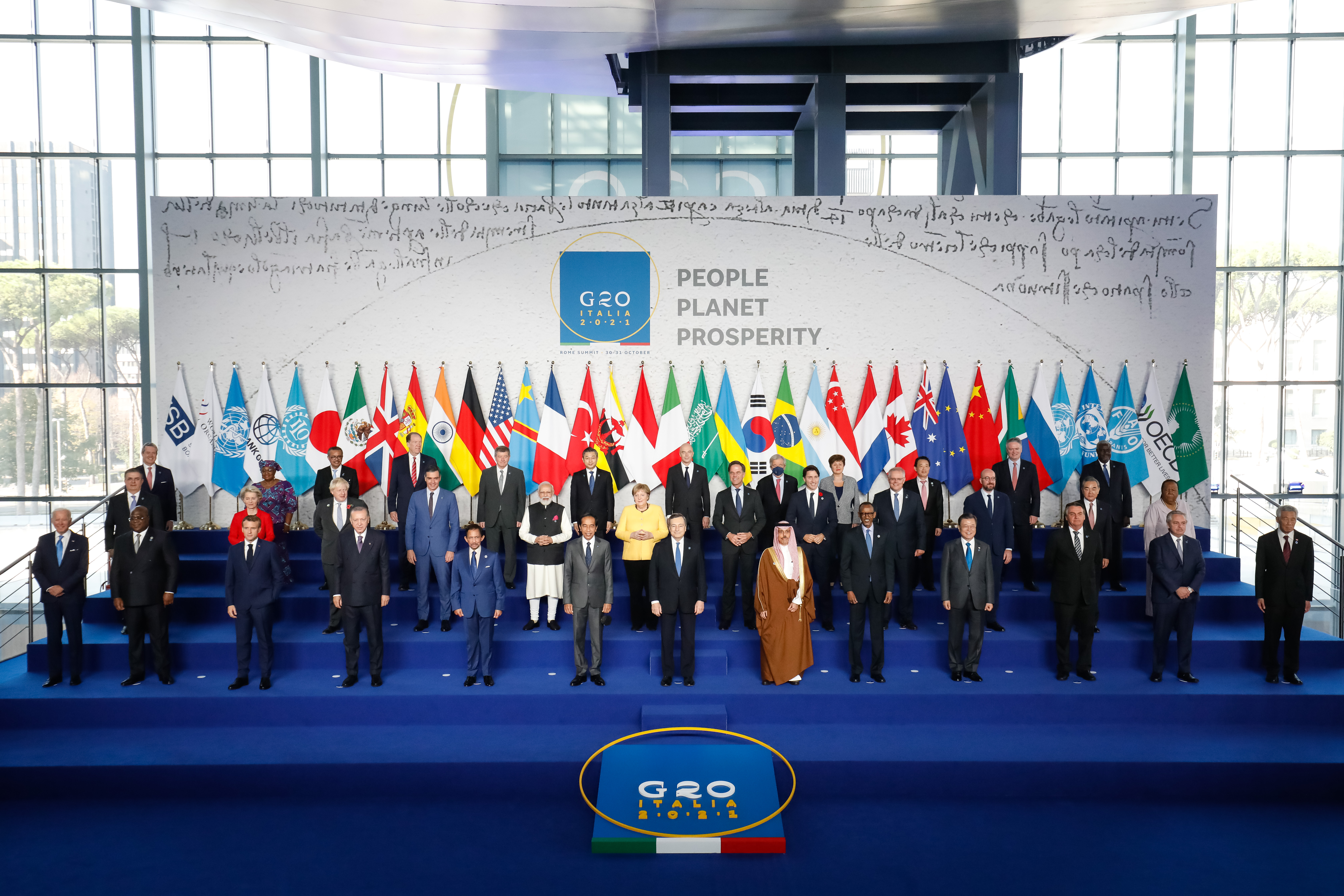
Foto di gruppo del 16º G20, presso il Nuovo Centro Congressi di Roma

- 30-31 ottobre - Presso il quartiere EUR a Roma si tiene il 16º vertice del G20, che segna la conclusione del turno di presidenza italiana del gruppo.[216] Nelle dichiarazioni conclusive figurano vari impegni: fissare a 1,5 gradi l'aumento massimo delle temperature globali, una imposta mondiale al 15% per le big tech a partire dal 2023, e raggiungere un 70% di popolazione mondiale vaccinata contro il COVID-19 entro la metà del 2022.[217]

#### Novembre
- 1º novembre - Il Presidente del Consiglio Draghi e il ministro della transizione ecologica Cingolani prendono parte all'apertura di COP26 a Glasgow.[218]
- 3 novembre - L'AIFA autorizza la seconda dose di vaccino anti-COVID per chi ha ricevuto il vaccino monodose Janssen, da attuarsi a distanza di sei mesi tramite somministrazione eterologa dei vaccini a MRNA Pfizer-BioNTech o Moderna.[219]
- 10 novembre - Una direttiva del ministro dell'interno applica restrizioni a manifestazioni e cortei.[220][221]
- 22 novembre - Inizia la somministrazione della terza dose di vaccino anti-COVID agli over-40,[222] inizialmente prevista per il 1º dicembre.[223] Inoltre un parere dell'AIFA autorizza la somministrazione di terza dose a 5 mesi di distanza dal completamento del ciclo primario, in luogo dei 6 stabiliti in precedenza.[224]
- 24 novembre - Il CdM approva all'unanimità il d.l. "super green pass", in vigore dal 6 dicembre al 15 gennaio: il decreto prevede una distinzione tra il certificato verde ottenuto da tampone ("green pass base") e quello da vaccinazione o guarigione ("super green pass"); di questi, il primo diviene obbligatorio anche per usufruire di alberghi e trasporto pubblico locale, mentre solo con il secondo diventa possibile accedere a determinate attività ricreative (riservate quindi a vaccinati e guariti dal COVID); dal 15 dicembre l'obbligo vaccinale è esteso a insegnanti, militari e forze di polizia, e confermato per il personale sanitario (per questi ultimi con obbligo di terza dose); inoltre la durata della certificazione verde risultante da vaccino viene portata nuovamente a 9 mesi.[225] Al termine della riunione, i ministri Gelmini e Speranza illustrano i provvedimenti adottati.[226]

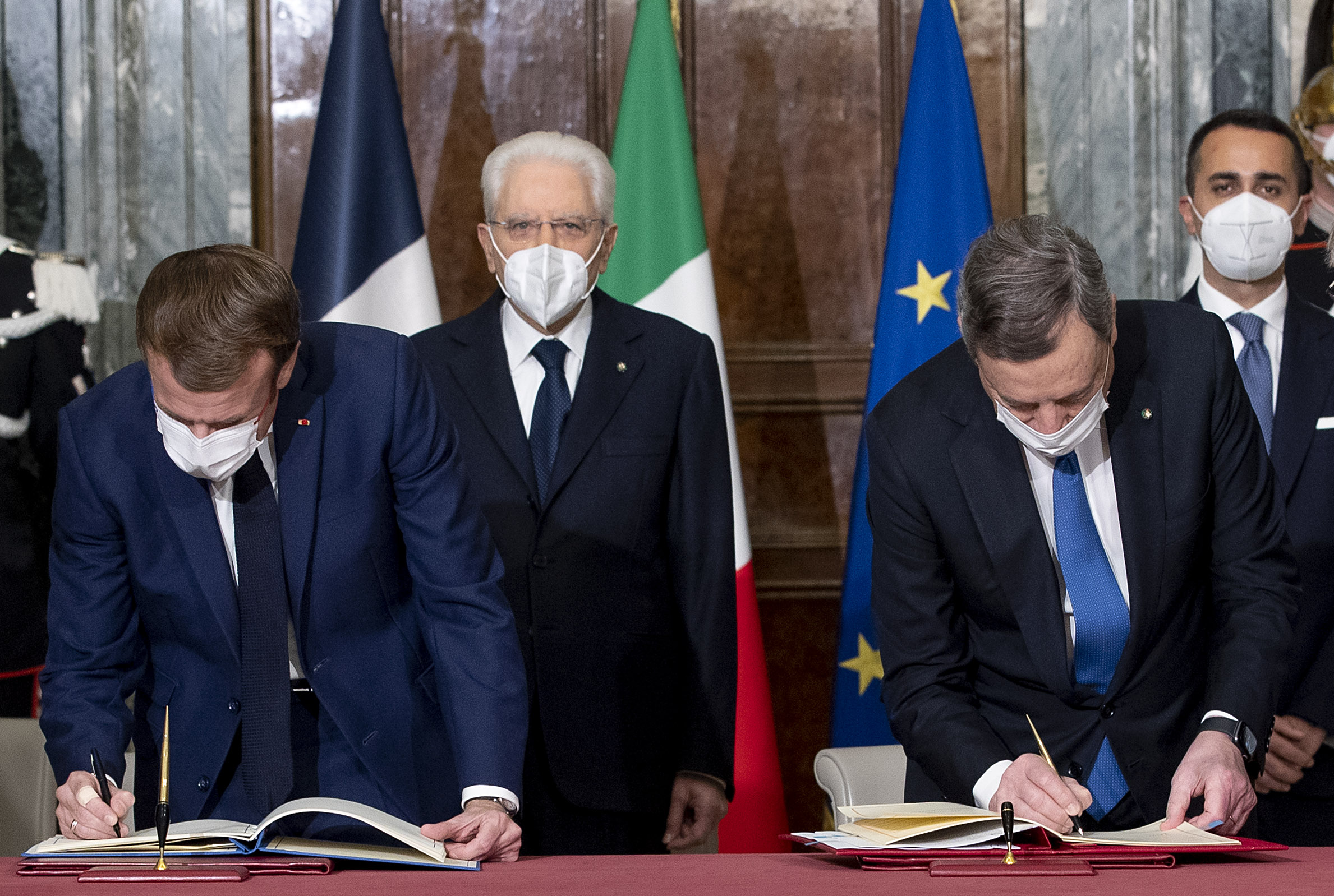
Firma del trattato del Quirinale

- 26 novembre - Il Presidente del Consiglio Mario Draghi incontra a Roma il Presidente francese Emmanuel Macron per la firma del trattato del Quirinale, un accordo di cooperazione che mira a regolamentare le relazioni bilaterali tra Francia e Italia.[227]

#### Dicembre
- 1º dicembre - Inizia la somministrazione delle terze dosi agli over-18.[228]
  - L'AIFA autorizza la somministrazione del vaccino Pfizer (in dose ridotta) per la fascia d'età 5-11 anni, con inizio previsto al 16 dicembre.[229]
- 14 dicembre - Il CdM approva un d.l. che proroga fino al 31 marzo 2022 sia lo stato di emergenza (in scadenza al 31 dicembre 2021), sia le misure di contenimento contro il COVID contenute nel d.l. 24 novembre.[230][231]
- 16 dicembre - Il Presidente del Consiglio prende parte al Consiglio europeo.[232]
  - Si tiene lo sciopero generale indetto da CGIL e UIL contro le politiche del governo.[233]
- 20 dicembre - Il Presidente del Consiglio Mario Draghi incontra a Palazzo Chigi il Cancelliere tedesco Olaf Scholz.[234]
- 22 dicembre - L'AIFA autorizza il vaccino anti COVID-19 Novavax, con inizio della somministrazione previsto a gennaio 2022.[235]
- 23 dicembre - Il CdM approva all'unanimità un d.l. che abbassa ulteriormente la durata della certificazione verde derivante da vaccinazione da 9 a 6 mesi (a partire dal 1º febbraio 2022), dispone l'obbligo di mascherine (anche in "zona bianca") sia all'aperto sia per cinema, teatri, mezzi di trasporto (al chiuso obbligatorie mascherine di tipo FFP2), estende il "super green pass" ad ulteriori attività (riservate quindi a vaccinati e guariti), così come visite nelle RSA e feste in locali al chiuso (comunque sempre solo previo tampone negativo a meno che non si sia vaccinati con terza dose); si dispongono infine fino al 31 gennaio 2022 la chiusura delle discoteche e il divieto di feste che causino assembramenti, anche all'aperto.[236][237] Viene inoltre varato l'annuale decreto Milleproroghe.[238]
- 24 dicembre - Il Senato approva il maxi-emendamento presentato dal governo sulla manovra finanziaria 2022, sul quale l'esecutivo aveva posto la questione di fiducia, con 215 favorevoli e 16 contrari. Il testo passa alla Camera per l'approvazione definitiva.[239]
  - Una circolare del ministro della salute autorizza la somministrazione della terza dose di vaccino anti-COVID a 4 mesi di distanza dal completamento del ciclo primario (in luogo dei 5 stabiliti in precedenza) e la sua estensione anche ai 16-17enni e ai 12-15enni immunocompromessi.[240]
- 29 dicembre - Il CdM approva un d.l., in vigore dal 10 gennaio al 31 marzo 2022, che estende l'utilizzo del "super green pass" ai trasporti pubblici e ai settori turistico-ricettivo e fieristico (riservati quindi a vaccinati e guariti), regolamenta la durata delle quarantene per i positivi al COVID e la capienza degli stadi.[241][242]
- 30 dicembre - La Camera approva in via definitiva la legge di bilancio 2022 con 355 voti favorevoli e 45 contrari.[243]

### 2022

#### Gennaio
- 5 gennaio - Il CdM approva all'unanimità un d.l. che estende l'obbligo di vaccino a tutti gli over-50 e di "green pass base" per accedere a parrucchieri e centri estetici, uffici postali e bancari, centri commerciali.[244]
  - Una circolare del ministro della salute autorizza la terza dose per tutti i 12-15enni.[245]
- 12 gennaio - Il CdM delibera i funerali di Stato per David Sassoli, Presidente del Parlamento europeo morto in carica.[246]
- 19 gennaio - La ministra della giustizia Marta Cartabia espone al Parlamento la relazione sull’amministrazione della giustizia.[247]
- 21 gennaio - Il CdM approva un d.l. ("sostegni ter") contenente misure di sostegno economico alle attività colpite dalla pandemia di COVID-19.[248]

#### Febbraio
- 2 febbraio - Il CdM approva un d.l. che rende illimitata la validità del green pass dopo la terza dose e contiene nuove norme per la frequenza scolastica.[249] I ministri della Lega non prendono parte alla votazione sui provvedimenti relativi alla scuola, in disaccordo con la posizione presa dal governo.[250]
- 3 febbraio - Dopo il giuramento del Presidente della Repubblica Mattarella per l'inizio del suo secondo mandato, il Presidente del Consiglio presenta, da prassi, le dimissioni del governo, le quali vengono respinte.[251]
- 8 febbraio - Il ministro della salute firma un'ordinanza, in vigore dall'11 febbraio, che rimuove in tutto il Paese l'obbligo di mascherina all'aperto e consente la riapertura delle discoteche (con capienza ridotta e "super green pass").[252]
- 11 febbraio - Il CdM approva all'unanimità la riforma del CSM.[253][254] Al termine, il Presidente del Consiglio e i ministri Cartabia e Franco tengono una conferenza stampa per illustrare i provvedimenti adottati.[255]
- 15 febbraio - Il CdM approva all'unanimità la riforma delle concessioni balneari.[256]
- 18 febbraio - Il CdM approva due d.l.: uno contenente misure volte al contenimento dei costi energetici, l'altro sulle cessioni dei crediti legati ai bonus edilizi.
- 24 febbraio - Il Presidente del Consiglio partecipa al Consiglio europeo straordinario sull'Ucraina.[257]
- 25 febbraio - Il Presidente del Consiglio tiene un'informativa urgente al Parlamento sulla guerra tra Russia e Ucraina.[258]
- 28 febbraio - Il CdM approva all'unanimità un nuovo d.l. contenente ulteriori misure urgenti sulla crisi ucraina.[259]

#### Marzo
- 7 marzo - Il Presidente del Consiglio incontra a Bruxelles la Presidente della Commissione europea.[260]
- 10-11 marzo - Il Presidente del Consiglio partecipa a un colloquio dei capi di Stato o di governo UE a Versailles, in Francia.[261]
- 17 marzo - Il CdM approva all'unanimità un d.l. contenente un cronoprogramma di superamento delle misure di contrasto alla pandemia da COVID-19, conseguente alla cessazione dello stato di emergenza prevista per il 31 marzo.[262]
- 24-25 marzo - Il Presidente del Consiglio partecipa al Consiglio europeo.[263]

#### Aprile

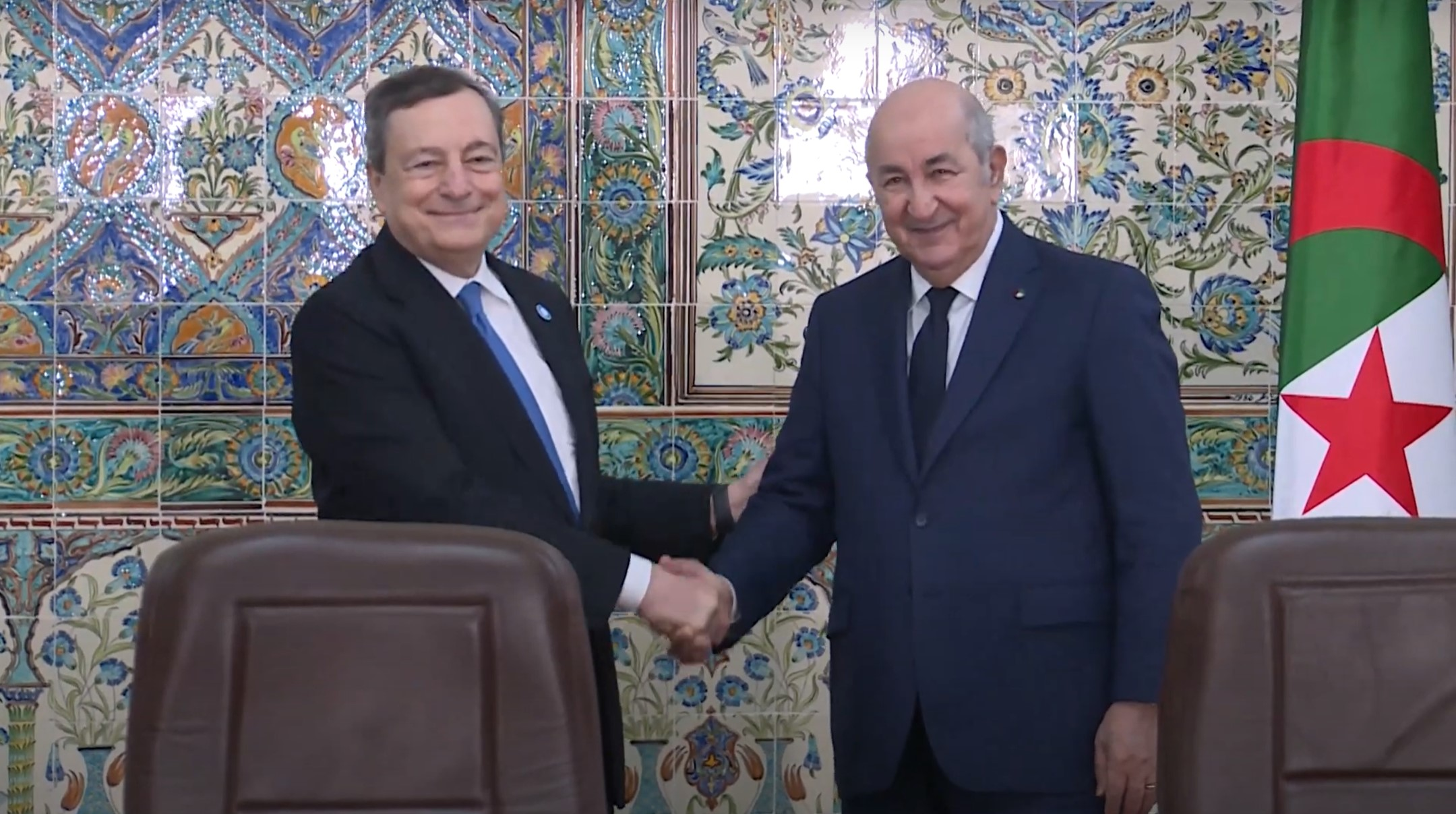
Il Presidente del Consiglio Mario Draghi con il Presidente dell'Algeria Abdelmadjid Tebboune

- 1º aprile - Ha fine lo stato di emergenza nazionale dovuto alla pandemia da COVID-19, proclamato per la prima volta il 31 gennaio 2020 e da allora ripetutamente prorogato. Secondo quanto previsto dal d.l. 17 marzo, in tale data vengono meno il Comitato Tecnico-Scientifico del ministero della salute, la struttura di missione del commissario straordinario, la suddivisione delle regioni in diversi scenari di rischio e i limiti sulle capienze. Viene inoltre ridotto l'obbligo di green pass (sia "base" sia "rafforzato") per accedere a svariate attività.[264]
- 6 aprile - Il CdM approva il Documento di economia e finanza.[265]
- 11 aprile - Il Presidente del Consiglio, assieme al ministro degli affari esteri, al ministro della transizione ecologica e all'AD di Eni Claudio Descalzi, si reca ad Algeri per la firma di un accordo riguardante le forniture energetiche con il Presidente algerino Abdelmadjid Tebboune, nell'ottica di ridurre la dipendenza dell'Italia dalle forniture russe.[266] In particolare l'azienda di idrocarburi statale Sonatrach si accorda con Eni per un aumento delle forniture di gas naturale di 9 miliardi di metri cubi all'anno entro il 2023, portando l'utilizzo del gasdotto Transmed a 30 miliardi di metri cubi annui, il massimo della sua capacità.[267]
- 20-21 aprile - Il ministro degli affari esteri e il ministro della transizione ecologica, accompagnati dall'AD di Eni, incontrano a Luanda il Presidente dell'Angola João Manuel Gonçalves Lourenço e successivamente a Brazzaville il Presidente della Repubblica del Congo Denis Sassou Nguesso per stipulare un accordo di collaborazione energetica, con l'obiettivo di ridurre la dipendenza italiana dalle forniture russe.[268]
- 26 aprile - La Camera con 328 voti a favore, 41 contrari e 25 astenuti approva la legge di riforma dei criteri di elezione dei membri del CSM.[269]

#### Maggio
- 2 maggio - Si tengono due distinti CdM: il primo proroga all'8 luglio le già previste riduzioni per le accise sui carburanti,[270] mentre il secondo vara il d.l. "Aiuti". Il decreto è approvato nonostante l'astensione dei ministri del Movimento 5 Stelle, contrari alla norma che prevede la costruzione di un termovalorizzatore a Roma.[271]

#### Giugno
- 14 giugno - Il Presidente del Consiglio incontra a Gerusalemme il primo ministro d'Israele Naftali Bennet, il presidente Isaac Herzog e a Ramallah il primo ministro della Palestina Mohammad Shtayyeh, nell'ottica di ridurre la dipendenza dell'Italia dalle forniture energetiche russe.[272]
- 16 giugno - Il Presidente del Consiglio, insieme al Presidente francese Emmanuel Macron, al Cancelliere tedesco Olaf Scholz e al Presidente rumeno Klaus Iohannis, incontra a Kiev il Presidente dell’Ucraina Volodymyr Zelens'kyj.[273]
  - Il Senato approva con 173 voti favorevoli, 37 contrari e 16 astenuti la riforma del processo di elezione dei membri del CSM.[274]
- 21 giugno - Il ministro degli esteri Luigi Di Maio annuncia la sua uscita dal Movimento 5 Stelle e la formazione di un nuovo soggetto politico, denominato "Insieme per il futuro".[275] Contestualmente, alla Camera si forma il gruppo parlamentare di Insieme per il futuro, in cui confluiscono 50 dei 155 deputati del M5S,[276] il quale di conseguenza cessa di essere la più consistente forza politica a sostegno del governo Draghi e, dopo quattro anni, anche la più numerosa in parlamento. Tra i componenti dell'esecutivo vi aderiscono, oltre al ministro Di Maio, i sottosegretari Laura Castelli, Manlio Di Stefano, Anna Macina e Dalila Nesci.[277]
- 22 giugno - Dieci senatori, tra cui il sottosegretario Pierpaolo Sileri, abbandonano il M5S aderendo a Insieme per il futuro;[278] si costituiscono in gruppo autonomo il 30 giugno dopo che - in base al regolamento del Senato - viene fornito un simbolo da un partito presentatosi alle ultime elezioni (in questo caso, Centro Democratico).[279]
- 23-24 giugno - Il Presidente del Consiglio partecipa al Consiglio Europeo e all'Eurosummit a Bruxelles.[280]
- 28 giugno - Il Presidente del Consiglio partecipa al 48° vertice del G7 a Elmau, in Germania.[281]
- 29 giugno - Il Presidente del Consiglio partecipa al vertice NATO di Madrid.[282]
- 30 giugno - Il CdM approva all’unanimità un d.l. in materia di energia elettrica e gas.[283]

#### Luglio
- 5 luglio - Il Presidente del Consiglio, accompagnato da cinque ministri, si reca ad Ankara per partecipare al III vertice intergovernativo italo-turco insieme al Presidente turco Recep Tayyip Erdoğan.[284]
- 6 luglio - Il Movimento 5 Stelle inoltra al Presidente del Consiglio un documento contenente nove punti (introduzione del salario minimo, mantenimento del reddito di cittadinanza, un “decreto dignità” sulle assunzioni, aiuti a famiglie e imprese, transizione ecologica, mantenimento del superbonus 110%, reintroduzione del cashback, intervento su riscossione, modifica della legge di delegazione) da realizzare dal governo e conta di avere una risposta da parte del Presidente del Consiglio entro il mese.[285]
- 11 luglio - La Camera approva con 266 voti favorevoli e 47 contrari il d.l. Aiuti; non ha partecipato al voto il Movimento 5 Stelle, in quanto contrario a una norma del d.l. che garantisce poteri straordinari al sindaco di Roma per la costruzione di un termovalorizzatore (reputato dal Movimento dannoso per l'ambiente).[286]
- 14 luglio - Il governo pone la questione di fiducia sulla discussione del d.l. Aiuti al Senato. L'aula approva il d.l. e la relativa fiducia (211 votanti, di cui 172 a favore e 39 contro); come anticipato, il gruppo M5S (61 senatori) non partecipa al voto.[287]
  - Il Presidente del Consiglio si reca al Quirinale per avere un colloquio con il Presidente della Repubblica.[288]
  - Il Presidente del Consiglio annuncia la sua volontà di rassegnare le dimissioni sue e del suo governo, quindi si reca nuovamente al Quirinale.[289] Tuttavia, stante la permanenza di una maggioranza parlamentare a sostegno del governo, il Presidente della Repubblica respinge le dimissioni e invita il Presidente del Consiglio a presentarsi in Parlamento.[290]
- 18-19 luglio - Il Presidente del Consiglio, accompagnato da sei ministri, si reca ad Algeri per partecipare al IV vertice intergovernativo italo-algerino insieme al Presidente algerino Abdelmadjid Tebboune.[291]
- 20 luglio - Il Presidente del Consiglio rende le sue comunicazioni al Senato; nel corso della successiva votazione, la mozione su cui il governo aveva posto la questione di fiducia viene approvata (su 194 presenti, 133 votanti: 95 favorevoli e 38 contrari, mentre i 61 M5S sono presenti senza esprimere un voto), ottenendo la maggioranza relativa ma non la maggioranza assoluta (di 161 voti). I senatori della Lega (61) e di FI (49) si assentano dall'aula per non partecipare alla votazione in quanto il governo non aveva sottoscritto la loro mozione in cui si chiedeva la formazione di un nuovo esecutivo, sempre guidato da Mario Draghi ma che non comprendesse più il Movimento Cinque Stelle.[292]

- 21 luglio - Il Presidente del Consiglio annuncia alla Camera dei Deputati che, alla luce dell'esito del voto in Senato, salirà al Quirinale per rassegnare le dimissioni; il Presidente della Repubblica accoglie le dimissioni e invita il governo a rimanere in carica per il disbrigo degli affari correnti.[293]
  - Dopo un colloquio con la Presidente del Senato e con il Presidente della Camera, il Presidente della Repubblica annuncia lo scioglimento delle due camere (tramite decreto presidenziale controfirmato dal Presidente del Consiglio) e, di conseguenza, l'imminente fine della XVIII legislatura (il cui termine naturale era previsto per marzo 2023), con elezioni politiche anticipate da tenersi entro 70 giorni, ex articolo 88 della Costituzione.
  - Dopo un passaggio in CdM il Presidente del Consiglio, accompagnato dal ministro dell'interno, torna al Quirinale per consegnare al Presidente della Repubblica il decreto di indizione dei comizi elettorali e per ottenere la conferma sulla data delle prossime elezioni politiche appena stabilita in Consiglio dei Ministri, ovvero domenica 25 settembre.[294]

#### Agosto
- 4 agosto - Il CdM approva il d.l. Aiuti bis.[295][296]

#### Settembre
- 21 settembre - Il Presidente del Consiglio a New York pronuncia l’annuale discorso davanti alla 77esima Assemblea generale delle Nazioni Unite.[297]
- 25 settembre - Si svolgono le elezioni politiche per la formazione del nuovo Parlamento. Le elezioni vedono l'ottenimento della maggioranza assoluta in ambedue i rami del parlamento da parte della coalizione di centro-destra guidata da Fratelli d’Italia.[298]
- 28 settembre - Il CdM approva la Nota di aggiornamento al Documento di Economia e Finanza (NADEF). Vengono inoltre approvati in via definitiva i decreti legislativi per l’attuazione delle riforme della giustizia civile e penale.[299][300]

#### Ottobre
- 5 ottobre - La ministra per le pari opportunità e la famiglia presenta in CdM la Strategia Nazionale LGBT+ 2022-2025, un piano triennale volto a combattere le discriminazioni contro le minoranze sessuali.[301]
- 6-7 ottobre - Il Presidente del Consiglio partecipa a Praga al Consiglio europeo informale.[302]
- 10 ottobre - Il CdM approva il Documento programmatico di bilancio - quindi trasmesso alle istituzioni dell'UE[303] - e un ddl che conferisce al governo deleghe in materia di politiche in favore delle persone anziane. Al termine, il Presidente del Consiglio ringrazia i ministri per il lavoro svolto nei 20 mesi di governo.[304][305][306]
- 11 ottobre - Il Presidente del Consiglio partecipa a un vertice G7 straordinario sulla situazione ucraina, tenutosi per via telematica.[307]
- 13 ottobre - Con la prima seduta delle nuove Camere prende avvio la XIX legislatura.[308]
- 20-21 ottobre - Il Presidente del Consiglio partecipa al Consiglio europeo a Bruxelles.[309][310][311] Contemporaneamente, il Presidente della Repubblica Sergio Mattarella svolge le consultazioni volte alla formazione del nuovo governo.[312]
  - Nel pomeriggio di venerdì 21, il Presidente della Repubblica convoca al Quirinale l'on. Giorgia Meloni (FdI), conferendole l'incarico di formare il nuovo governo. L'on. Meloni accetta senza riserva, contestualmente comunicando la lista dei ministri.
- 22 ottobre - Alle ore 10 al Palazzo del Quirinale si svolge il giuramento della Presidente del Consiglio e dei ministri nelle mani del Presidente della Repubblica; di conseguenza termina il governo Draghi e inizia il governo Meloni.[313]
- 23 ottobre - A Palazzo Chigi si svolge il tradizionale passaggio di consegne fra Mario Draghi e Giorgia Meloni.[314]